# Créadion rounoir
Philesturnus carunculatus
Espèce
Synonymes
- Creadion carunculatus

Statut de conservation UICN

 LC  : Préoccupation mineure
Le Créadion rounoir ou tieke en māori, est une espèce de passereau endémique de Nouvelle-Zélande, dont les populations, un temps menacées d'extinction, ne sont plus en danger. Il appartient à la famille des Callaeidae.
Autrefois largement répandues à travers leurs deux îles éponymes respectives, elles ne subsistent aujourd'hui que sur quelques îles plus petites proches des côtes de la Nouvelle-Zélande, mais dépourvues des espèces invasives de mammifères présentes sur les îles principales, comme notamment les rats, les souris et les phalangers renards.

## Description
Tous ces oiseaux sont originaires de Nouvelle-Zélande et ont comme caractéristique commune la présence de caroncules vivement colorées à la base du bec. Chez le créadion rounoir, elles sont d'un rouge vif et ressortent particulièrement bien chez le mâle, dont le plumage est d'un noir brillant rehaussé d'une large bande brun-rouge sur le dos.

## Caractéristiques générales
- Nom scientifique : Philesturnus carunculatus
- Famille : Callaeidae
- Taille : 25 cm
- Masse : 75 g
- Âge maximal : à préciser
- Les femelles ont un plumage tirant sur le brun et possèdent des caroncules plus petites.

## Écologie et comportement
Le créadion rounoir est un des plus gros oiseaux insectivores arboricoles de Nouvelle-Zélande, mesurant jusqu'à 25 cm de longueur et pesant environ 75 g, soit un peu plus qu'un merle noir. Pour se nourrir, il arrache des morceaux d'écorce à la recherche d'insectes qu'il dépèce ensuite à l'aide de son court mais puissant bec. Il parcourt également le sol en fouillant l'épaisse couche d'humus. Bien que son régime soit principalement insectivore, le créadion rounoir se nourrit occasionnellement de fruits et de nectar. Par ailleurs, il vole très mal, à l'instar de son proche parent le glaucope cendré, et préfère se déplacer en sautant d'une branche à une autre. Cependant, il se sert de son vol battu très bruyant pour effectuer de courtes distances.
C'est un oiseau territorial qui réagit de manière belliqueuse contre toute intrusion sur son domaine. Il marque son territoire en chantant au lever du soleil. Si toutefois, malgré les avertissements, un rival franchit les frontières, il adopte aussitôt une posture offensive en secouant la tête et en écartant sa queue en éventail. Il pousse également des pépiements brefs et sonores, tandis que ses caroncules se dilatent. Enfin, si l'intrus ne recule toujours pas, l'affrontement peut tourner en une bataille, au cours de laquelle les combattants cherchent à agripper les caroncules de l'adversaire avec leurs griffes.
Il niche sur des épiphytes, à la cime de fougères arborescentes ou bien dans des cavités dans des troncs. Il a pour habitude de faire son nid à faible hauteur, près du sol, ce qui permet à ses petits de quitter le nid en sautant sur le sol. Ils s'essaient alors au vol en battant leurs jeunes ailes bruyamment et vigoureusement.
Le créadion rounoir est un oiseau bruyant et peu farouche, ce qui fit son malheur au XIXe siècle quand la mode en Europe et aux États-Unis était aux oiseaux naturalisés.

## Déclin et sauvegarde
Ce type de nidification fait du créadion rounoir une proie extrêmement vulnérable pour les mammifères introduits en Nouvelle-Zélande. En particulier, deux espèces de rat présentes depuis le milieu du XIXe siècle, le rat noir, Rattus rattus, et le surmulot, Rattus norvegicus, en détruisant les œufs et les jeunes, ont progressivement poussé l'espèce à l'extinction. Au début du XXe siècle, les deux sous-espèces se retrouvèrent confinées sur deux petites îles, respectivement Hen Island au large de l'île du Nord, et plus au sud, Big South Cape Island, entre l'île du Sud et l'île Stewart.
Les rats envahirent l'île inhabitée de Big South Cape en 1963. Ils furent introduits accidentellement par les bateaux de chasseurs maoris de puffin fuligineux, Puffinus griseus, un oiseau pélagique dont les jeunes, gavés par leurs parents avant leur premier envol, sont un mets prisé dans la culture māori. Le créadion rounoir de l'île du Sud n'a dû sa survie qu'à une diligente mission de sauvetage réalisée par les services de l'environnement néo-zélandais (devenus aujourd'hui le D.O.C., Department of Conservation). En effet, la prédation murine allait bientôt condamner définitivement cette sous-espèce comme elle le fit avec trois autres espèces que les services de l'environnement ne purent sauver, la bécassine d'Auckland, Coenocorypha aucklandica, le xénique des buissons, Xenicus longipes, ainsi que l'une des trois espèce de chauve-souris que comptait la Nouvelle-Zélande, Mystacina robusta.
Aujourd'hui, grâce aux efforts soutenus du DOC, la population de crédion rounoir de l'île du Sud compte près de 700 individus répartis sur 11 petites îles, tous issus des 36 rescapés de Big South Cape Island. Quant au créadion rounoir de l'île du Nord, de nombreuses réintroductions lui ont permis de coloniser un grand nombre d'îles et, un siècle après sa disparition de l'île principale, il y fit son retour en 2002 lorsqu'une colonie d'adultes reproducteurs fut introduite avec succès dans une réserve exempte de mammifères, près de Wellington. Beaucoup considèrent la sauvegarde du créadion rounoir comme l'un des plus grands succès de l'histoire de la protection de la nature en Nouvelle-Zélande.

## Importance dans la culture māorie
Le nom māori du créadion rounoir, tieke, a pour origine un des cris caractéristiques de cette espèce : ti-e-ke-ke-ke-ke. Ce son tient une place importante dans les croyances māories puisqu'il était considéré comme un bon augure lorsqu'il était entendu de la droite, mais comme un mauvais présage s'il venait de la gauche. Il est intéressant de remarquer le parallèle entre ces superstitions et les auspices de la culture romaine.
Le comportement effronté de cet oiseau a inspiré une légende māorie qui explique comment le créadion rounoir s'est retrouvé avec sa caractéristique bande noisette dans le dos et sur le croupion. Assoiffé par son combat contre le soleil, le héros Māui demanda au tieke de lui apporter à boire. Ce dernier fit mine de ne pas entendre. Furieux, Māui attrapa l'oiseau de la main, encore brûlante du combat qu'il avait livré, lui laissant une cicatrice brune dans le dos.